# John Giles Eccardt
John Giles Eccardt (1711 ou 1720–1779) est un peintre britannique né en Allemagne. Il était spécialisé dans les portraits.

## Biographie
Il se rend en Angleterre en compagnie du peintre français Jean-Baptiste van Loo dont il était l'assistant. Quand Van Loo est reparti, il a décidé de continuer dans l'activité de portraits. Il a réalisé le portrait de nombreux membres de la haute société britannique, dont 26 d'Horace Walpole.

## Galerie

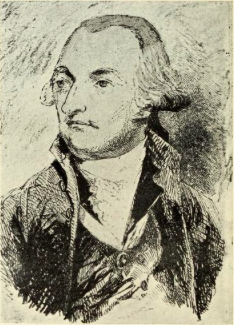
Edward Cornwallis.
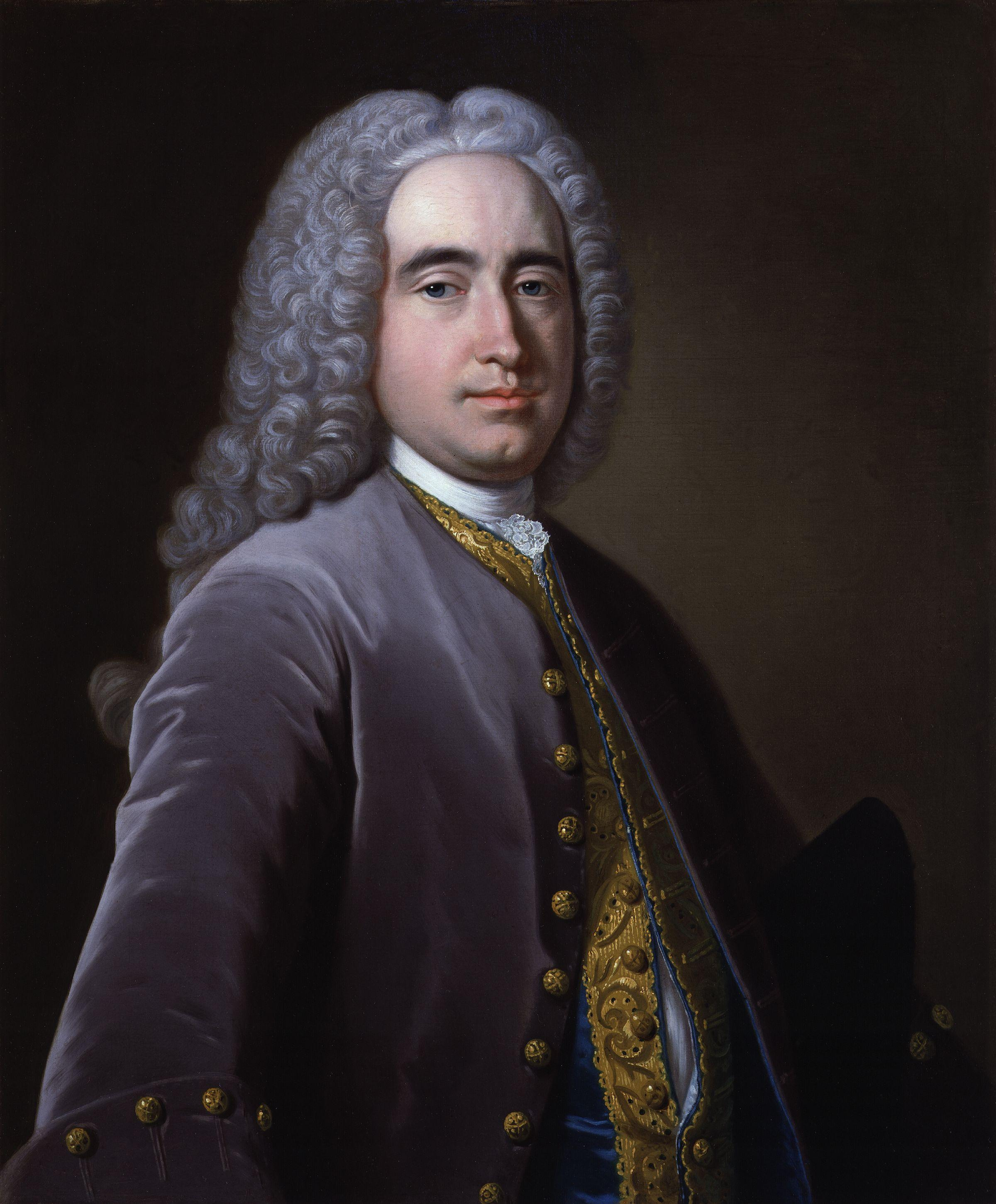
Henry Fox, 1er Baron Holland.
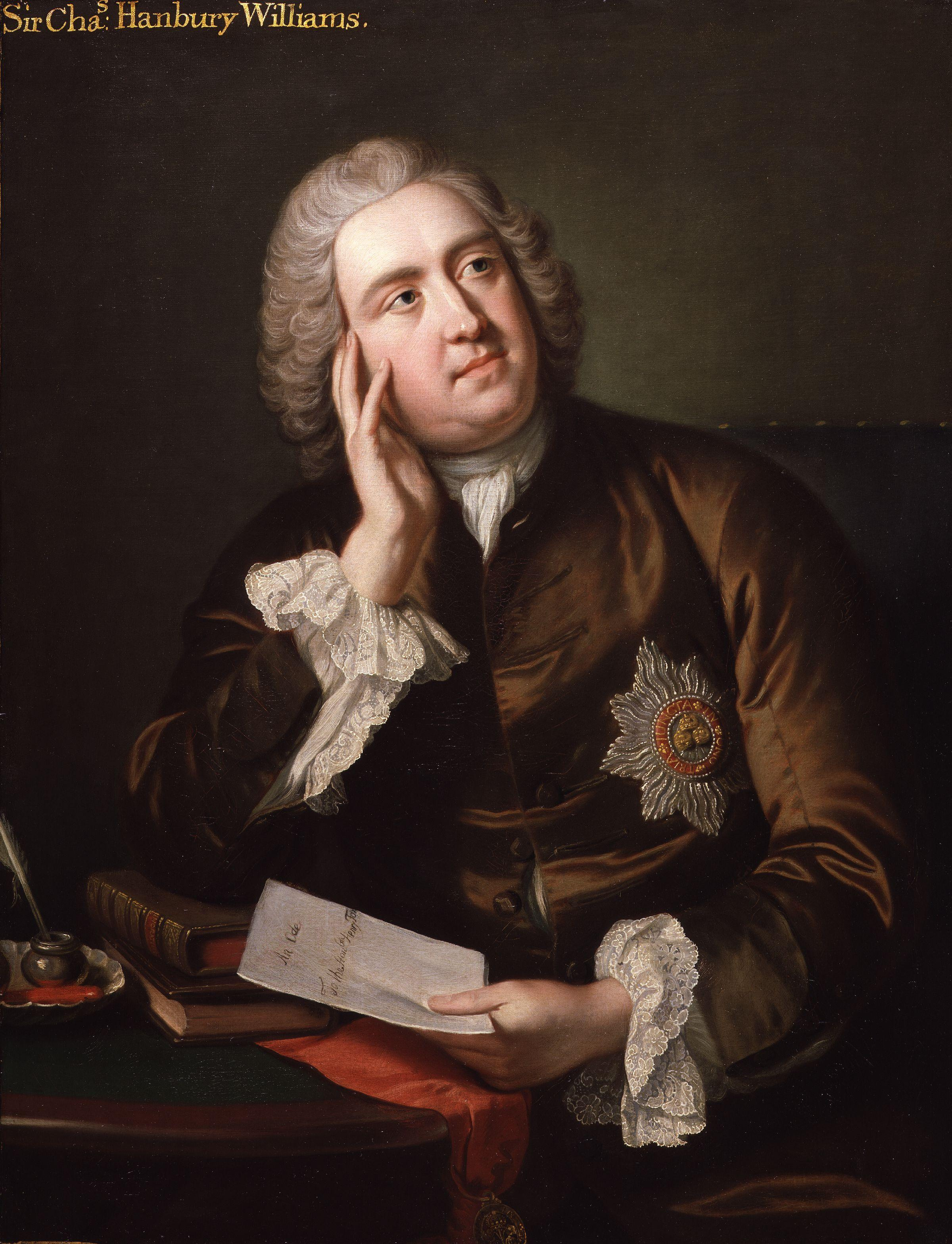
Le diplomate Sir Charles Hanbury Williams.
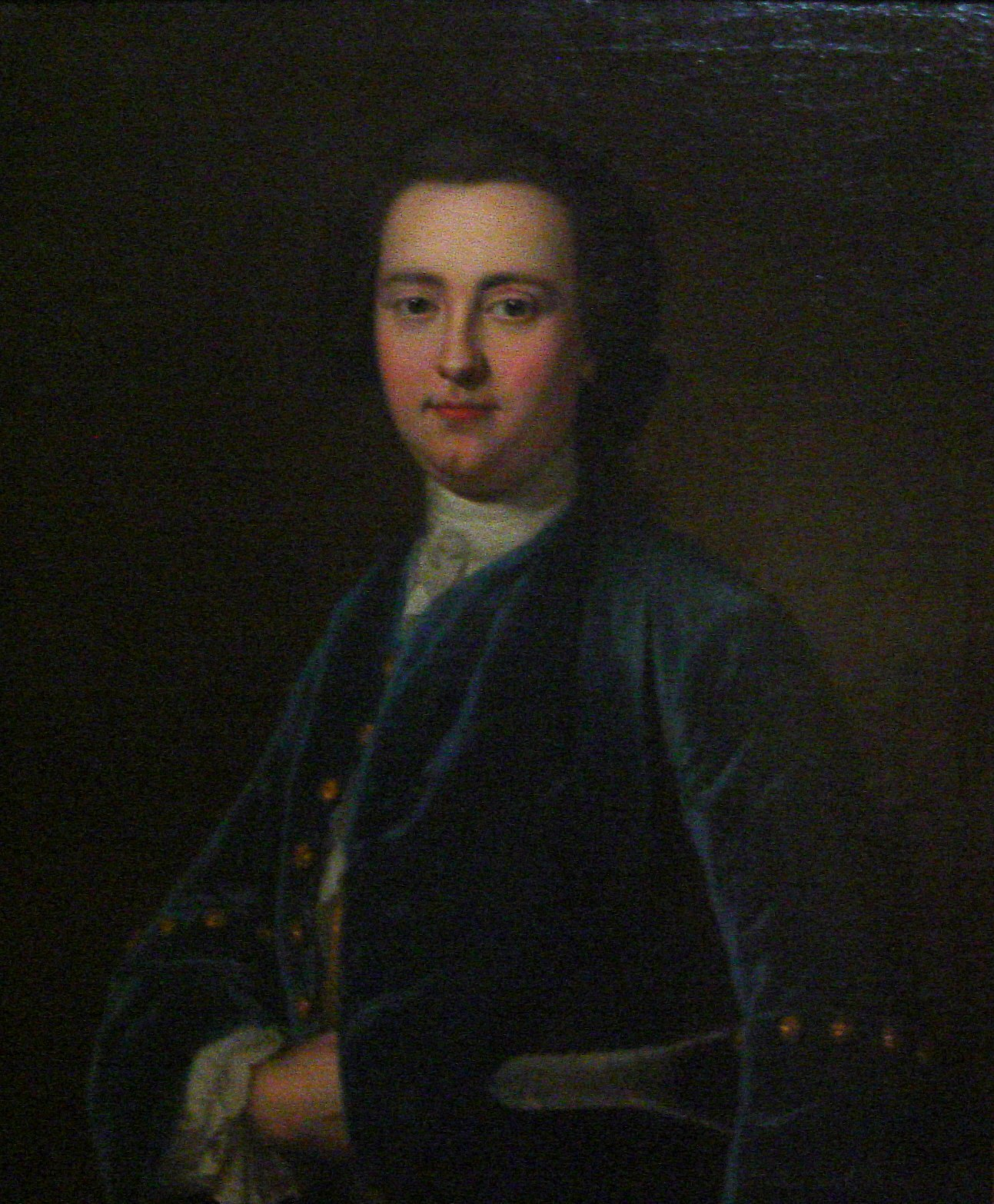
Portrait de George Montagu.
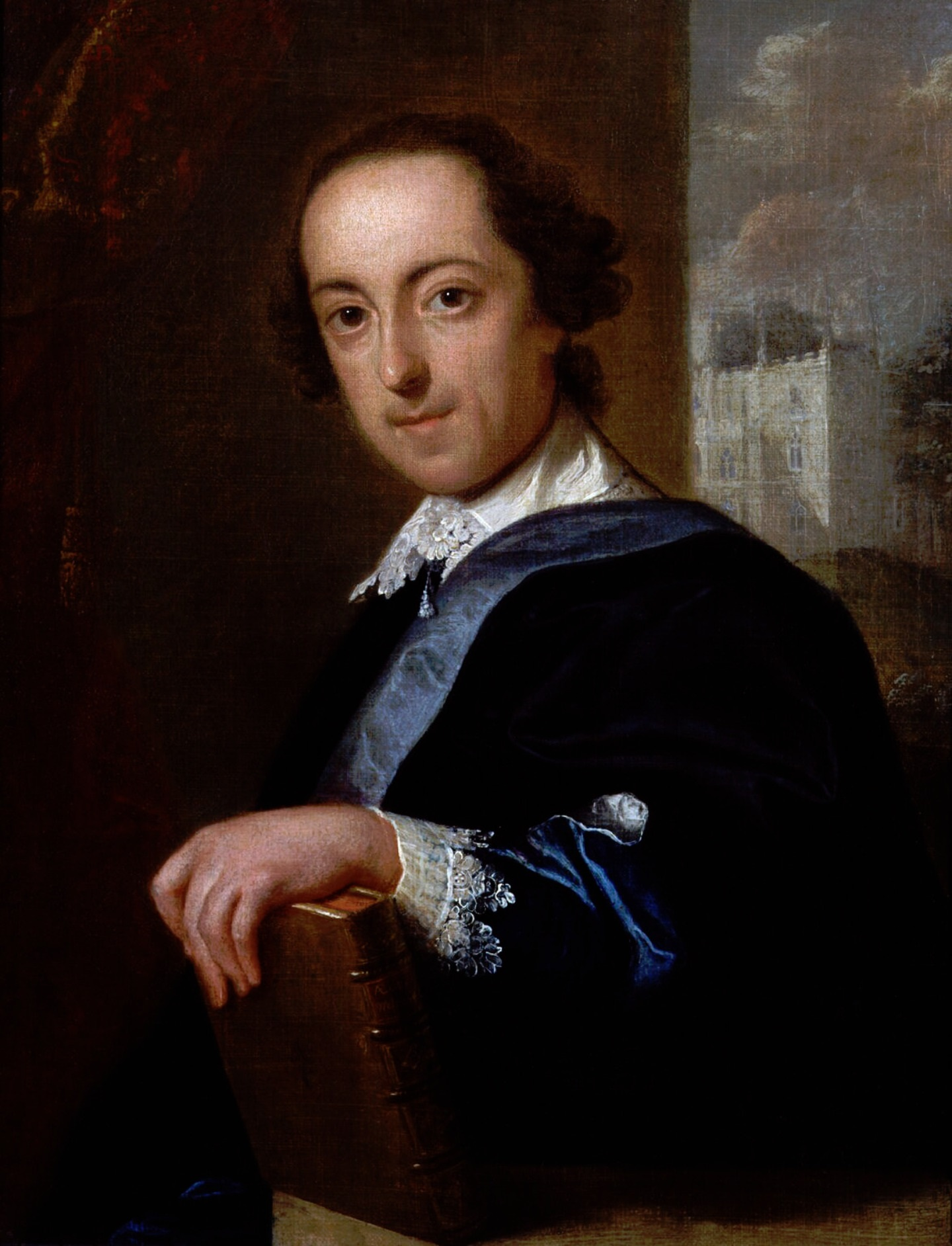
Horace Walpole.